# هوارد ك. ستيرن
هوارد ك. ستيرن (بالإنجليزية: Howard K. Stern)‏ هو محامي أمريكي، ولد في 29 نوفمبر 1968 في لوس أنجلوس في الولايات المتحدة.

## وصلات خارجية
- هوارد ك. ستيرن على موقع IMDb (الإنجليزية)
- هوارد ك. ستيرن على موقع إن إن دي بي (الإنجليزية)
- هوارد ك. ستيرن على موقع قاعدة بيانات الفيلم (الإنجليزية)